# 자치행정구역
자치행정구역(自治行政區域)은 국가의 행정 구역 안에 어느 정도의 자치권이 있는 행정 구역이다. 일반적으로 자치 행정 구역은 지리적으로 다른 영토에서 떨어진 영토 및 소수 민족이 많이 거주하는 지역에 설치된다.

자치행정구역이 있는 나라

## 나라별 자치행정구역
- 중화인민공화국의 자치구
- 러시아의 자치구

- 인도의 자치 지역

- 이라크 쿠르디스탄 지역
- 시리아 쿠르디스탄 (로자바) 지역
- 이탈리아의 자치 지역: 사르데냐, 트렌티노알토아디제 주, 시칠리아, 발레다오스타 주, 프리울리베네치아줄리아 주
- 포르투갈의 자치 지역: 아소르스 제도, 마데이라 제도
- 니카라과 북아틀란티코 자치구 및 남아틀란티코 자치구
- 파푸아뉴기니 부건빌 자치주
- 필리핀 무슬림 민다나오 자치구
- 세르비아 보이보디나 지역
- 세르비아 코소보 메토히야 자치주
- 대한민국 제주특별자치도, 강원특별자치도, 전북특별자치도
- 프랑스의 자치 지역
- 볼리비아의 자치 지역
- 나라별 자치행정구역 목록

## 자치행정구역 명칭
- 자치주
- 자치기
- 자치시
- 자치현
- 자치구